# Praxilla
Praxilla, 400-talet f.Kr., var en grekisk poet och kompositör. 
Hon skrev hymner, visor och poem, främst om mytologiska ämnen och gudarnas kärleksliv, som ansågs jämbördiga med de verk som skrevs av Alcaeus och Anacreon. 
Hon ingår i den grupp av nio kvinnliga diktare som av Antipater från Thessalonica jämförs med de nio muserna: Sapfo, Praxilla,   Moero, Anyte, Erinna, Telesilla, Korinna, Nossis och Myrtis.